# لیکوالیکایی بورنئویی
لیکوالیکایی بورنئویی (نام علمی: Ptilocichla leucogrammica) گونه‌ای از پرندگان خانواده لیکویان زمینی است که در برونئی، اندونزی و مالزی یافت می‌شود، جایی که بومی جزیره بورنئو است. زیستگاه طبیعی آن جنگل‌های جلگه‌ای نمناک نیمه‌گرمسیری یا گرمسیری و باتلاق‌های نیمه‌گرمسیری یا گرمسیری است. نابودی زیستگاه آن را تهدید می‌کند.